# Marmara basidendroca
Marmara basidendroca là một loài bướm đêm thuộc họ Gracillariidae. Nó được tìm thấy ở Hoa Kỳ (New York).
Ấu trùng ăn Fraxinus pennsylvanica.